# Pachnoda dechambrei
Espèce
Pachnoda dechambrei est une espèce africaine d'insectes coléoptères de la sous-famille des Cetoniinae (famille des Scarabaeidae).

## Régime alimentaire
Comme chez les autres cétoines, la larve de Pachnoda dechambrei vit dans le bois mort (terreau ou bois décomposé). Les adultes se nourrissent de matière végétale (pollens, fruits).

## Systématique
Le nom valide complet (avec auteur) de ce taxon est Pachnoda dechambrei Rigout (d), 1986.